# جين ميلس
جين ميلس (بالإنجليزية: Jean Mills)‏ (1955)؛ كاتِبة وروائية كندية.